# Youngia depressa
Youngia depressa là một loài thực vật có hoa trong họ Cúc. Loài này được (Hook.f. & Thomson) Babc. & Stebbins miêu tả khoa học đầu tiên năm 1937.